# Dipelicus schultzejenai
Dipelicus schultzejenai är en skalbaggsart som beskrevs av Silvestre 2007. Dipelicus schultzejenai ingår i släktet Dipelicus och familjen Dynastidae. Inga underarter finns listade i Catalogue of Life.